# Faustino Alonso
Faustino Alonso Ortega (né le 15 février 1961 à Asuncion au Paraguay) est un joueur de football international paraguayen qui évoluait au poste d'attaquant.

## Biographie

### Carrière en club
Faustino Alonso joue en faveur de l'équipe paraguayenne du Sol de América, et du club portugais du Rio Ave.
Il dispute sept matchs en première division portugaise, inscrivant un but.

### Carrière en sélection
Avec l'équipe du Paraguay, il figure dans le groupe des sélectionnés lors de la Coupe du monde de 1986. Lors du mondial organisé au Mexique, il ne joue aucun match.

## Palmarès
Sol de América
- Championnat du Paraguay (1) :
  - Champion : 1986.